# Usami Hirokazu
Hirokazu Usami (宇佐美 宏和 Usami Hirokazu, sinh ngày 18 tháng 6 năm 1987 ở Osaka) là một cầu thủ bóng đá người Nhật Bản hiện tại thi đấu cho Fukushima United FC.

## Thống kê sự nghiệp
Cập nhật đến ngày 23 tháng 2 năm 2018.
| Thành tích câu lạc bộ | Thành tích câu lạc bộ | Thành tích câu lạc bộ | Giải vô địch | Giải vô địch | Cúp                   | Cúp                   | Cúp Liên đoàn | Cúp Liên đoàn | Tổng cộng | Tổng cộng |
| Mùa giải              | Câu lạc bộ            | Giải vô địch          | Số trận      | Bàn thắng    | Số trận               | Bàn thắng             | Số trận       | Bàn thắng     | Số trận   | Bàn thắng |
| Nhật Bản              | Nhật Bản              | Nhật Bản              | Giải vô địch | Giải vô địch | Cúp Hoàng đế Nhật Bản | Cúp Hoàng đế Nhật Bản | Cúp Liên đoàn | Cúp Liên đoàn | Tổng cộng | Tổng cộng |
| --------------------- | --------------------- | --------------------- | ------------ | ------------ | --------------------- | --------------------- | ------------- | ------------- | --------- | --------- |
| 2010                  | Tochigi SC            | J2 League             | 9            | 0            | 0                     | 0                     | -             | -             | 9         | 0         |
| 2011                  | Tochigi SC            | J2 League             | 17           | 0            | 0                     | 0                     | -             | -             | 17        | 0         |
| 2012                  | Tochigi SC            | J2 League             | 23           | 0            | 1                     | 0                     | -             | -             | 24        | 0         |
| 2013                  | Shonan Bellmare       | J1 League             | 9            | 0            | 2                     | 1                     | 2             | 0             | 13        | 1         |
| 2014                  | Shonan Bellmare       | J2 League             | 20           | 2            | 0                     | 0                     | -             | -             | 20        | 2         |
| 2015                  | Montedio Yamagata     | J1 League             | 15           | 0            | 2                     | 0                     | 0             | 0             | 17        | 0         |
| 2016                  | Montedio Yamagata     | J2 League             | 31           | 2            | 2                     | 0                     | -             | -             | 33        | 2         |
| 2017                  | Montedio Yamagata     | J2 League             | 2            | 0            | 1                     | 0                     | -             | -             | 3         | 0         |
| Tổng cộng sự nghiệp   | Tổng cộng sự nghiệp   | Tổng cộng sự nghiệp   | 126          | 4            | 8                     | 1                     | 2             | 0             | 135       | 5         |